# SSID

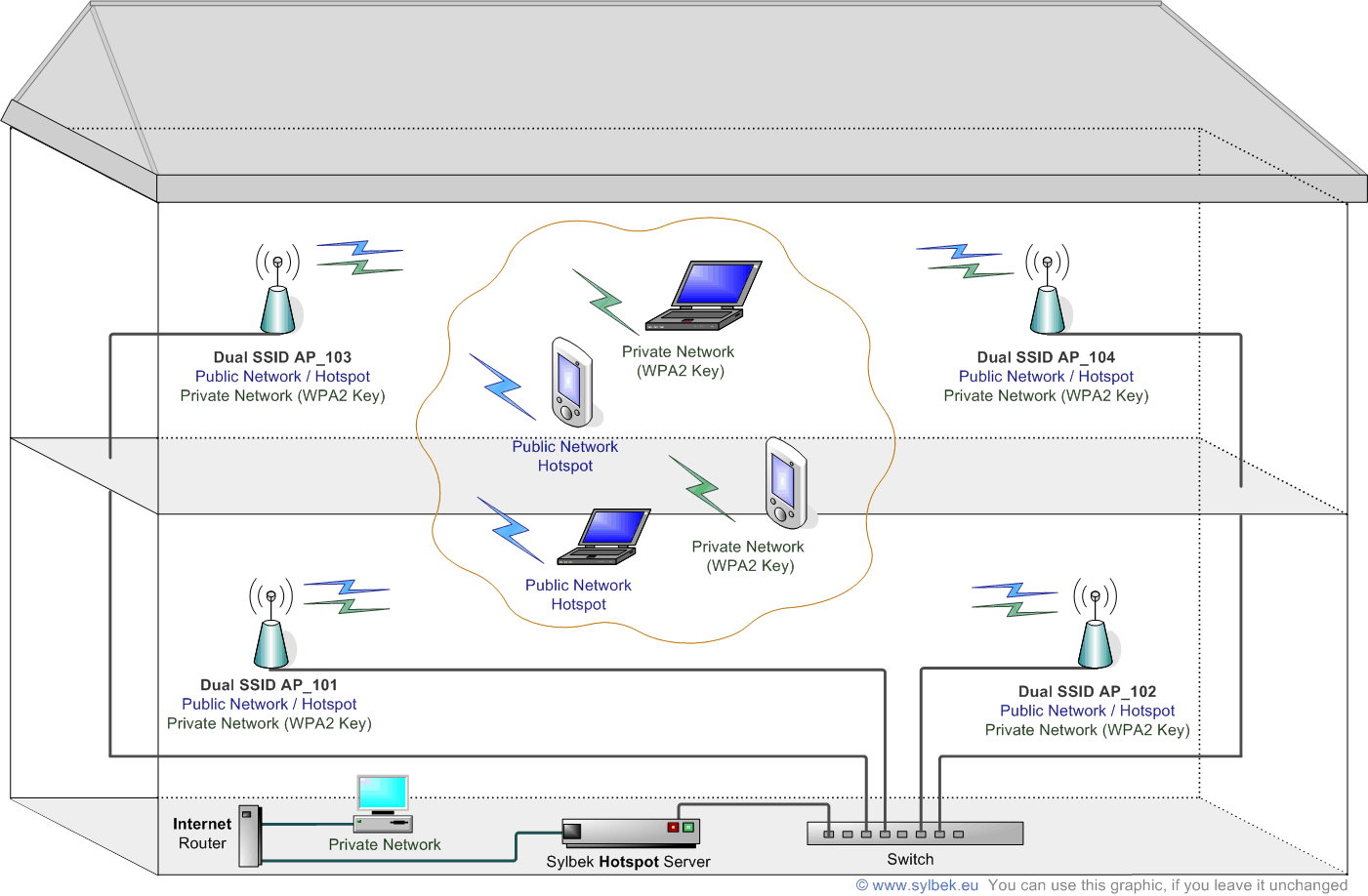
Przykładowy schemat domowej sieci lokalnej z wykorzystaniem identyfikatorów SSID

SSID (ang. service set identifier) – identyfikator sieci składający się maksymalnie z 32 znaków, dodawany do nagłówków pakietów wysyłanych przez bezprzewodową sieć lokalną. Pełni on rolę loginu przy próbie nawiązywania połączeń z punktami dostępowymi. Urządzenia, które łączą się z danym punktem dostępowym, korzystają z przypisanego do niego identyfikatora SSID.
Identyfikator sieci SSID przesyłany jest tekstem jawnym, więc może być łatwo podsłuchany za pomocą snifferów, z tego powodu SSID nie może być traktowany jako zabezpieczenie sieci. Niektórzy uważają, że rozgłaszanie (w trybie ang. broadcast) SSID powinno zostać wyłączone by utrudnić korzystanie z sieci nieuprawnionym użytkownikom. Nie poprawia to jednak bezpieczeństwa sieci ponieważ SSID jest przesyłany przez każdą uprawnioną stację w momencie podłączania do punktu dostępowego i może zostać wówczas podsłuchany. Ponadto przy wyłączonym rozgłaszaniu SSID sieć jest narażona na podszycie się przez punkt dostępowy osoby mającej niecne zamiary, tak więc dane użytkowników takiej sieci mogą znaleźć się w niebezpieczeństwie.